# ラシド・アズジ
ラシド・アズジ（Rachid Azzouzi、1971年1月10日 - ）は、モロッコの元サッカー選手。元モロッコ代表。ポジションはミッドフィールダー。

## 来歴
1991年にモロッコ代表デビュー。1994 FIFAワールドカップ、1998 FIFAワールドカップにも出場した。モロッコ代表で29試合に出場した。

## 代表歴

### 出場大会
- モロッコ代表
  - 1994 FIFAワールドカップ
  - 1998 FIFAワールドカップ

### 試合数
- 国際Aマッチ 29試合 0得点（1991年-1998年）[1]

| モロッコ代表 | 国際Aマッチ | 国際Aマッチ |
| 年           | 出場        | 得点        |
| ------------ | ----------- | ----------- |
| 1991         | 1           | 0           |
| 1992         | 2           | 0           |
| 1993         | 0           | 0           |
| 1994         | 6           | 0           |
| 1995         | 1           | 0           |
| 1996         | 2           | 0           |
| 1997         | 8           | 0           |
| 1998         | 9           | 0           |
| 通算         | 29          | 0           |